# Ma belle-mère est une sorcière
Pour plus de détails, voir Fiche technique et Distribution.
Ma belle-mère est une sorcière (Wicked Stepmother) est un film américain de Larry Cohen réalisé en 1989. 
Il s'agit du dernier rôle de Bette Davis.

## Synopsis
En rentrant de vacances, Jenny et Steve retrouvent Sam, le père de Jenny, marié à Miranda, une femme qui est en réalité une sorcière. Leur vie se trouve bouleversée, surtout lorsque se joint à la famille Priscilla, la fille de Miranda. Jenny décide d'engager un détective…

## Fiche technique
- Titre français : Ma belle-mère est une sorcière
- Titre original : Wicked Stepmother
- Réalisation : Larry Cohen
- Scénario : Larry Cohen
- Images : Bryan England
- Montage : David Kern
- Musique : Robert Folk
- Direction artistique : Gene Abel
- Costumes : Julie Weiss
- Production : Larry Cohen producteur exécutif, Robert Littman et Kathryn Sermak producteur associé
- Société de production : Larco Productions et MGM
- Société de distribution : MGM
- Pays : américain
- Genre : Comédie fantastique
- Format : Couleur - Son : Stéréo
- Durée : 90 minutes
- Date de sortie :
  - États-Unis : 3 février 1989

## Distribution
- Bette Davis (VF : Lita Recio) : Miranda Pierpoint
- Barbara Carrera (VF : Béatrice Delfe) : Priscilla
- Colleen Camp (VF : Anne Jolivet) : Jenny Fisher
- Lionel Stander (VF : Edmond Bernard) : Sam
- David Rasche (VF : Gabriel Le Doze) : Steve Fisher
- Shawn Donahue (VF : Jackie Berger) : Mike
- Tom Bosley (VF : Jacques Marin) : Lt. MacIntosh
- Richard Moll (VF : Patrice Melennec) : Nathan Pringle
- Evelyn Keyes : Witch Instructor
- James Dixon : Détective Flynn
- Seymour Cassel : Feldshine